# Etherium
Etherium est un jeu vidéo de stratégie en temps réel développé par Tindalos Interactive et édité par Focus Home Interactive, sorti en 2015 sur Windows.

## Accueil
- Jeuxvideo.com : 15/20[1]